# ベリー諸島
ベリー諸島（ベリーしょとう、Berry Islands、地元ではベリース、The Berriersとも言う）とはカリブ海のバハマにある諸島。
ニュープロビデンス島から50km北側に位置し、ケイ（キー、Cay）と呼ばれる約30の小さな岩礁の環礁からなる。総面積は約78km2。人口は634人で、ベリー諸島で一番大きな島グレートハーバー・ケイ（Great Harbor Cay ）に集中している。空港もある。

## 歴史
1836年バハマのイギリス人植民地知事ジョージ・コールブルック（George Colebrooke）がベリー諸島のグレート・ハーバー・ケイに自由になった解放奴隷の黒人と共に住み着いた。